# 後藤基芳
後藤 基芳（ごとう もとよし、生年不詳 - 1662年2月16日（寛文元年12月28日））は、江戸時代の医師。後藤基次の五男。通称は吉右衛門、法橋号は玄哲。子に跡を継いだ玄徳を含め五男一女がいる。

## 概要
父の基次が大坂夏の陣で戦死した後、兄の基則は父に連座する形で切腹させられたが、彼は徳川家に異心がないことを示すために玄哲と名乗り、京都で医師の道を目指した。
加藤嘉明の庇護下にあったようで、伊予の川之江に広大な屋敷を構えた（江戸幕府成立後、町人は金に飽かせて広大な屋敷を作れなくなり身分に応じた敷地で家を建てたが、武士階級の屋敷割りで7000石取り以上の面積の屋敷を有していたとされ、領主である加藤家から何らかの援助を受けていたと推測される）。
のち、近衛信尋の侍医として15年にわたって仕えた。
1662年2月16日（寛文元年12月28日）、川之江にて死去。法名・庵称院幽誉後藤玄哲法橋位諡居士。